# David Agard
David Agard es un profesor e investigador estadounidense.

## Biografía
David A. Agard es profesor de bioquímica y biofísica en la Universidad de California en San Francisco. Obtuvo su título de bachiller universitario en ciencias en bioquímica molecular y biofísica de la Universidad de Yale y un Ph.D. en química biológica del Instituto Tecnológico de California. Su investigación se centra en la comprensión de los principios básicos de la estructura y función macromolecular. Es director científico del Instituto de Bioingeniería, Biotecnología e Investigación Biomédica Cuantitativa y ha sido investigador del Instituto Médico Howard Hughes desde 1986.
Es miembro de la Academia Nacional de Ciencias (EE. UU., 2007) y la Academia Estadounidense de las Artes y las Ciencias (EE. UU., 2009). Ganó la Medalla Bijvoet del Centro Bijvoet de Investigación Biomolecular de la Universidad de Utrecht (Países Bajos, 2018), el Premio Stein y Moore de la Protein Society (2021) y el Premio al Científico Distinguido de la Sociedad de Microscopía de América (2021).